# Thunderball (utwór muzyczny)
Thunderball – utwór muzyczny walijskiego piosenkarza Toma Jonesa, nagrany na potrzeby ścieżki dźwiękowej do filmu Terence’a Younga Operacja Piorun (1965), czwartej produkcji z serii filmów o przygodach Jamesa Bonda. Utwór napisali John Barry i Don Black.
Początkowo piosenką przewodnią filmu Thunderball miał być utwór o tytule „Mr Kiss Kiss Bang Bang”, który nagrała Shirley Bassey. Nie zawierał on jednak tytułowej frazy w tekście, dlatego twórcy zdecydowali się na nagranie nowej piosenki, tym razem z udziałem Toma Jonesa.
Utwór został nagrany w 1965 w studiu Cadogan Square w Londynie.
Singel osiągnęła umiarkowany sukces komercyjny; dotarł do 35. miejsca na brytyjskiej liście przebojów – UK Singles Chart i 25. miejsca w amerykańskim zestawieniu Billboard Hot 100.